# 孙奇 (单板滑雪运动员)
孙奇（1999年8月11日—），辽宁省朝阳市人，中国残疾男子单板滑雪运动员，在2022年冬季残疾人奥林匹克运动会单板滑雪比赛项目上获得1枚金牌。

## 生平
2018年残奥单板滑雪世界杯荷兰兰德赫拉夫站上，孙奇在男子坡面回转比赛LL2级别中获得两枚金牌，这是中国残奥单板滑雪项目首次获得国际赛事金牌。
2022年在北京冬残奥会单板滑雪比赛中分别获得男子坡面回转项目(LL2级)金牌以及障碍追逐项目第4名。